# Municipio Puerto Quijarro
Das Municipio Puerto Quijarro ist ein Verwaltungsbezirk im Departamento Santa Cruz im südamerikanischen Anden-Staat Bolivien.

## Lage im Nahraum
Das Municipio Puerto Quijarro ist eines von drei Municipios der Provinz Germán Busch und umfasst die östlichen Bereiche der Provinz. Es grenzt im Norden an die Provinz Ángel Sandoval, im Westen und Südwesten an das Municipio Puerto Suárez und im Osten an die Republik Brasilien.
Das Municipio erstreckt sich zwischen etwa 18° 00' und 19° 07' südlicher Breite und 57° 26' und 57° 52' westlicher Länge, seine Ausdehnung von Westen nach Osten beträgt bis zu 30 Kilometer und von Norden nach Süden bis zu 130 Kilometer.
Das Municipio umfasst fünf Gemeinden (localidades), der zentrale Ort des Municipios ist die Stadt Puerto Quijarro mit 11.071 Einwohnern (Volkszählung 2012) im südöstlichen Teil des Municipios, zweitgrößte Ortschaft ist Arroyo Concepción mit 5.302 Einwohnern, südöstlicher Nachbarort von Puerto Quijarro.

## Geographie
Das Municipio Puerto Quijarro liegt im bolivianischen Tiefland am Rande des Pantanal, einem der größten Binnenland-Feuchtgebiete der Erde. Das Klima ist subtropisch und weist nur in den Wintermonaten eine kurze Trockenzeit auf.
Die mittlere Durchschnittstemperatur der Region liegt bei etwa 26 °C (siehe Klimadiagramm Puerto Suárez) und schwankt nur unwesentlich zwischen 22 und 23 °C im Juni und Juli und 28 und 29 °C von Oktober bis Februar. Der Jahresniederschlag beträgt knapp über 1000 mm, mit Monatsniederschlägen von weniger als 30 mm im Juni und August und einer ausgedehnten Feuchtezeit von November bis März mit jeweils über 100 mm Monatsniederschlag.

## Bevölkerung
Die Einwohnerzahl des Municipios ist zwischen 1992 und 2024 auf mehr als das Doppelte angestiegen:
| Jahr | Einwohner | Quelle       |
| ---- | --------- | ------------ |
| 1992 | 7.932     | Volkszählung |
| 2001 | 12.903    | Volkszählung |
| 2012 | 16.659    | Volkszählung |
| 2024 | 17.826    | Volkszählung |

Die Bevölkerungsdichte des Municipios bei der letzten Volkszählung von 2024 betrug 15,8 Einwohner/km², der Alphabetisierungsgrad bei den über 15-Jährigen war von 94,0 Prozent (1992) auf 96,1 Prozent angestiegen. Die Lebenserwartung der Neugeborenen betrug 68,6 Jahre, die Säuglingssterblichkeit war von 4,3 Prozent (1992) auf 4,5 Prozent im Jahr 2001 geringfügig angestiegen.
97,9 Prozent der Bevölkerung sprechen Spanisch, 9,5 Prozent sprechen Quechua, 3,9 Prozent Aymara, 0,4 Prozent Guaraní und 0,7 Prozent andere indigene Sprachen. (2001)
20,2 Prozent der Bevölkerung haben keinen Zugang zu Elektrizität, 7,6 Prozent leben ohne sanitäre Einrichtung (2001).
72,6 Prozent der 2.629 Haushalte besitzen ein Radio, ebenfalls 72,6 Prozent einen Fernseher, 47,8 Prozent ein Fahrrad, 3,5 Prozent ein Motorrad, 28,1 Prozent ein Auto, 47,3 Prozent einen Kühlschrank, und 35,9 Prozent ein Telefon. (2001)

## Politik
Ergebnis der Regionalwahlen (concejales del municipio) vom 4. April 2010:
| Wahl- berechtigte |  | Wahl- beteiligung | gültige Stimmen |  | FPV    | MSM    | FA     | UDER   | TODOS | MAS-IPSP | VERDES | ASIP  |
| ----------------- |  | ----------------- | --------------- |  | ------ | ------ | ------ | ------ | ----- | -------- | ------ | ----- |
| 9.336             |  | 7.485             | 6.380           |  | 1.641  | 1.291  | 961    | 920    | 573   | 460      | 360    | 174   |
|                   |  | 80,2 %            | 85,2 %          |  | 25,7 % | 20,2 % | 15,1 % | 14,4 % | 9,0 % | 7,2 %    | 5,6 %  | 2,7 % |

Ergebnis der Regionalwahlen (elecciones de autoridades políticas) vom 7. März 2021:
| Wahl- berechtigte |  | Wahl- beteiligung | gültige Stimmen |  | CREEMOS | MAS-IPSP | UNIDOS | SOL    | ASIP   | MNR    |
| ----------------- |  | ----------------- | --------------- |  | ------- | -------- | ------ | ------ | ------ | ------ |
| 12.036            |  | 9.567             | 8.587           |  | 4.271   | 2.998    | 743    | 282    | 228    | 65     |
|                   |  | 79,49 %           | 89,76 %         |  | 49,74 % | 34,91 %  | 8,65 % | 3,28 % | 2,66 % | 0,76 % |

## Gliederung
Das Municipio Puerto Quijarro untergliedert sich in die folgenden vier Subkantone (vicecantones):
- Vicecantón Arroyo Concepción – 1 Gemeinde – 3.574 Einwohner (2001)
- Vicecantón El Carmen de la Frontera – 2 Gemeinden – 308 Einwohner
- Vicecantón Puerto Menor Mandiore – 1 Gemeinde – 58 Einwohner
- Vicecantón Puerto Quijarro – 1 Gemeinde – 8.963 Einwohner

## Ortschaften im Municipio Puerto Quijarro
- Puerto Quijarro 11.071 Einw. – Arroyo Concepción 5.302 Einw.